# Omarska
Omarska (cyr. Омарска) – wieś w Bośni i Hercegowinie, w Republice Serbskiej, w mieście Prijedor. W 2013 roku liczyła 3006 mieszkańców.